# Гилл, Розали Лоррейн
Розали Лоррейн Гилл (англ. Mariquita Gill; 1867—1898) — американская художница.

## Биография
Родилась в 1867 году в городе Элмайра, штат Нью-Йорк.
В возрасте двенадцати лет начала изучать живопись в Нью-Йоркской Лиге студентов-художников у Уильяма Мерритта Чейза. В конце 1880-х годов Розали Гилл переехала в Париж, где училась у бельгийского художника Альфреда Стивенса.
В 1889 году она выставлялась на Всемирной выставке в Париже, также представляла свои работы во Дворце изящных искусств и Женском доме на Всемирной выставке 1893 года в Чикаго.
Живя в Париже, художница 30 сентября 1897 года вышла замуж за Рене Лара (Rene Lara, Comte de Chabau) и получила титул графини. Церемония бракосочетания прошла в английском городе Пензанс.
Умерла 27 января 1898 года в Париже. Была похоронена на кладбище Green Mount Cemetery в Балтиморе, штат Мэриленд.

Некоторые работы
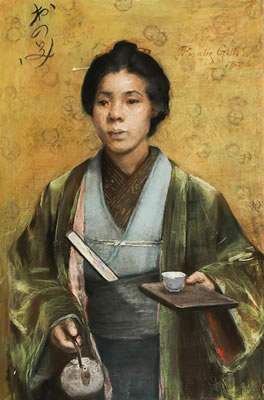
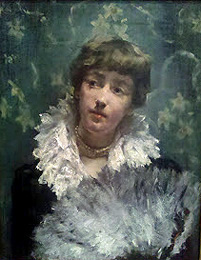